# Manfred Karsubke
Manfred Karsubke (* 9. Dezember 1929 in Köln; † 15. Juli 2011 in Friedberg) war ein deutscher Glasmaler. Seine Vorbilder waren Dominikus Böhm, Wendling, Strater und Teuwen.
Er wurde als Sohn des Müngersdorfer Lehrers Alfred Karsubke geboren. 1947 begann er seine Ausbildung zum Glasmaler in der ältesten Glasmalerei in Köln. Im Jahre 1951 beendete er seine Ausbildung und fertigte seine ersten Entwürfe. 1952 zog er nach Friedberg in Hessen und fand Beschäftigung bei der Firma Glas Glatt in Friedberg. In einer Hauskapelle in Addis Abeba und für ein Hospital in Island gestaltete er Glaspartien. Unter anderem wurde er vom Erzbischof von Kuba beauftragt, die Gestaltung von 17 Glasfenstern für die Eglesia Corpus Christi in Havanna zu übernehmen.
Während dieser Zeit heiratete er in die Familie Glatt ein und übernahm die Firma Glas Glatt. Seit 1988 lebte Karsubke im Ruhestand.

## Werke
In der Umgebung von Friedberg finden sich seine Arbeiten an zahlreichen Orten, etwa in Hungen, Dudenhofen, Groß Biberau, Echzell, Nieder-Florstadt, Gedern, Wölfersheim und in Ranstadt, wo er nach einem Wettbewerb die Gestaltung der Fenster für die katholische Kirche erhielt.
Eine Kölner Kirche erwarb seinen Entwurf Der Sonnengesang des Hl. Franziskus.
In der Dauerausstellung im Hessischen Landesmuseum in Darmstadt sind zwei Werke von ihm ausgestellt.